# Ceferino Rocafort
Ceferino Rocafort y Sansó (1872-1917) fue un geógrafo y arqueólogo español.

## Biografía
Nació en 1872 en la localidad leridana de La Puebla de Segur. Dio a conocer las pinturas rupestres de El Cogul, que habían sido descubiertas por Ramon Huguet Miró. Colaborador del Boletín del Centro Excursionista de Cataluña (1904), falleció en 1917.